# Анджей Дуда
Анджей Себастіян Дуда (пол. Andrzej Sebastian Duda; нар. 16 травня 1972, Краків, Польська Народна Республіка) — польський юрист, політик і державний діяч, 10-й президент Польщі. Кандидат в президенти від партії «Право та справедливість» в президентських виборах 2015 року. Під час першого туру набрав 5,179,092 голосів (34,76 %). У другому турі голосувань, офіційно отримав 51,55 % голосів, перемігши чинного президента Броніслава Коморовського, який отримав 48.45 % голосів. 4 травня 2015 року обраний президентом Польщі й вступив на цю посаду 6 серпня 2015 року.
24 жовтня 2019 року отримав офіційну підтримку від партії «Право і справедливість» (ПіС) перед президентськими виборами 2020 року. Пройшов перший і фінальний етап голосувань та переміг Рафала Тшасковського з результатами 10,440,648 голосів або 51,03 %.
Був депутатом Європейського парламенту з 2014 по 2015 рік, членом партії «Право і справедливість». Чоловік Агати Корнгаузер-Дуди.

## Біографія

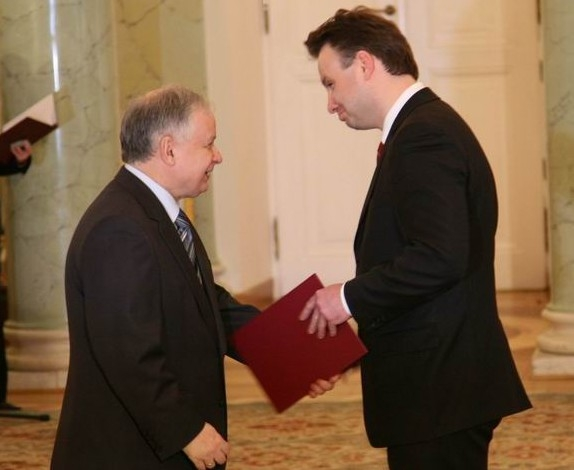
Анджей Дуда та Лех Качинський, 16 січня 2008

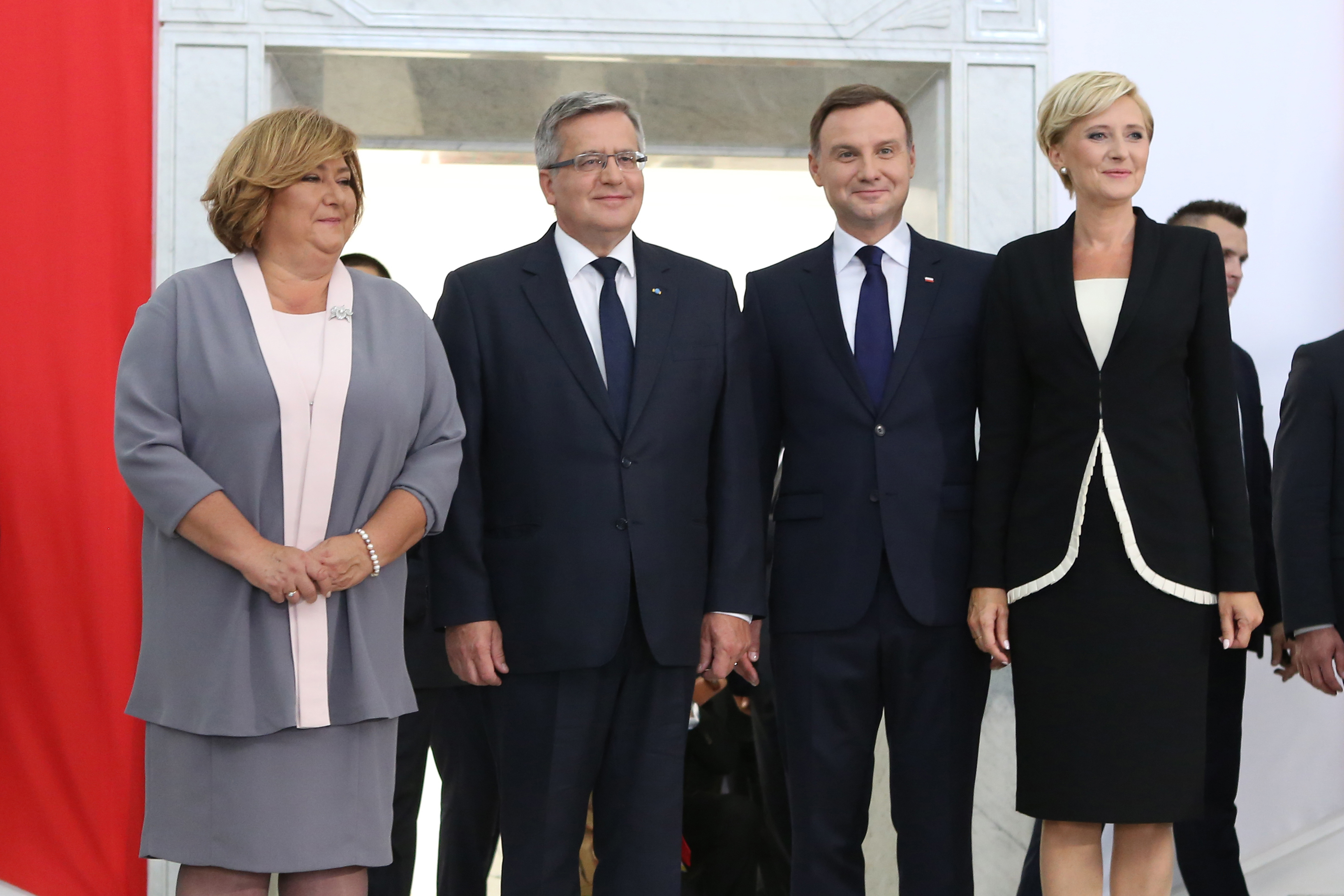
З подружжям Коморовських у Сеймі, 6 серпня 2015

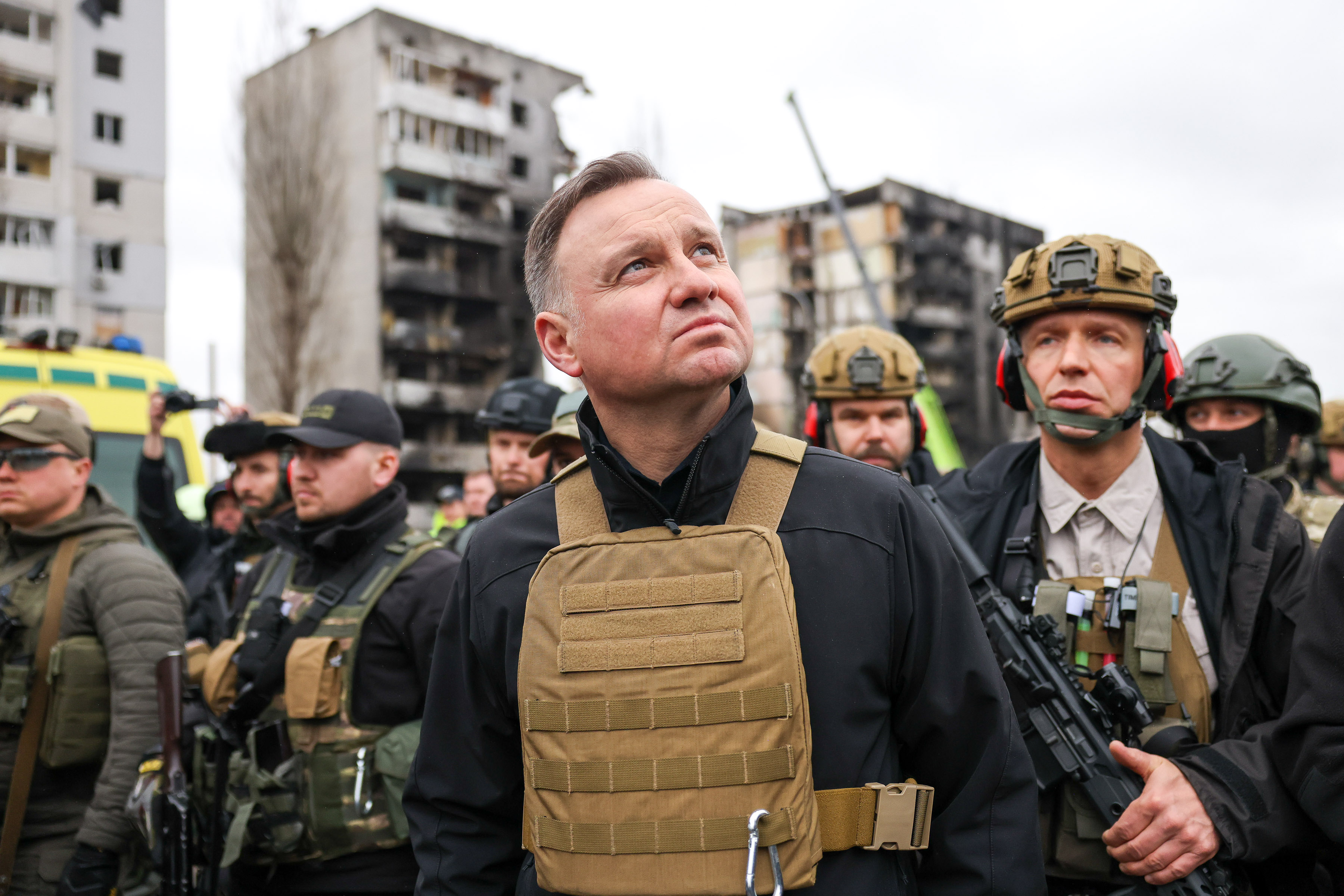
Анджей Дуда в Україні. Квітень 2022

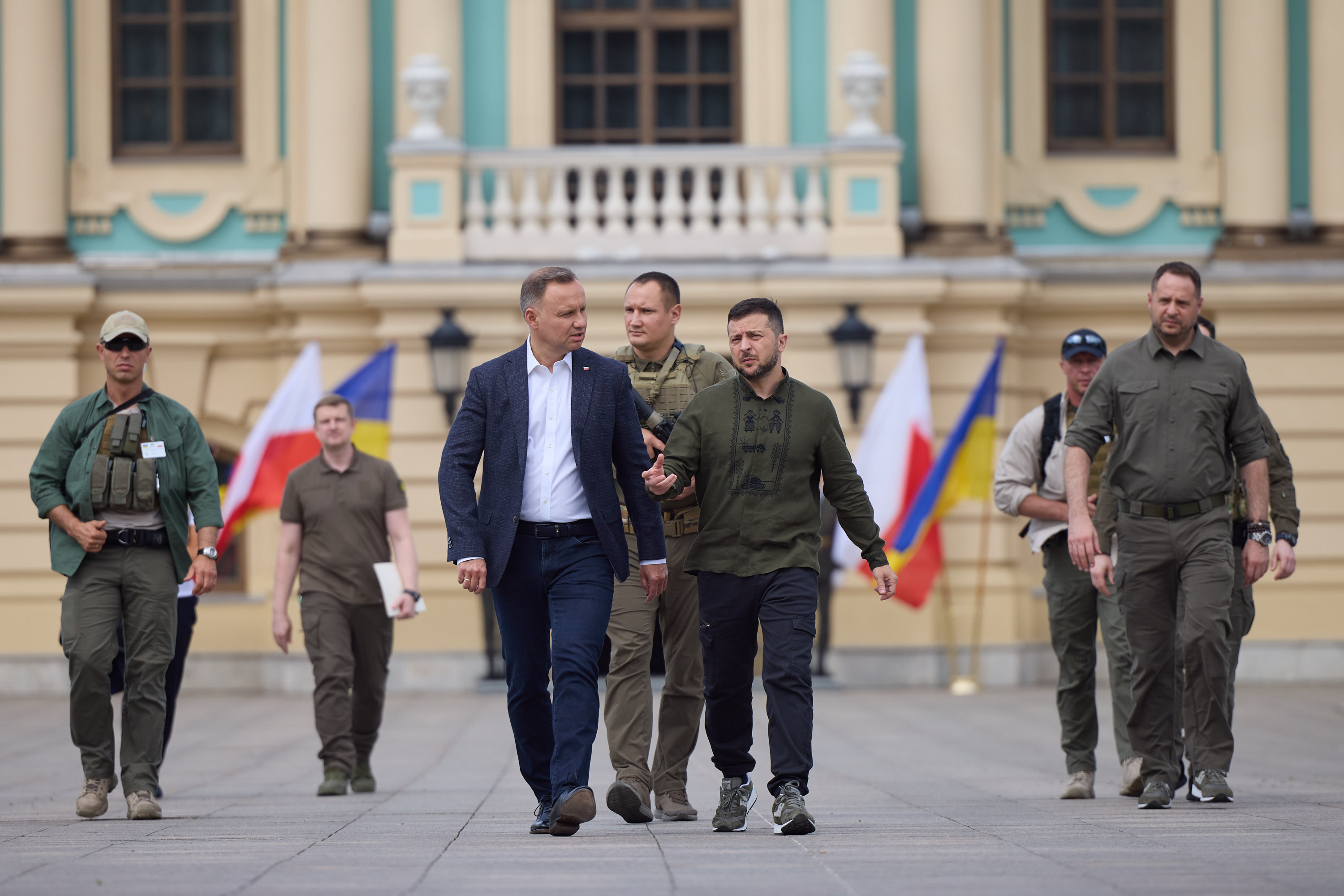
Зустріч президентів України та Польщі в Києві, 23 серпня 2022

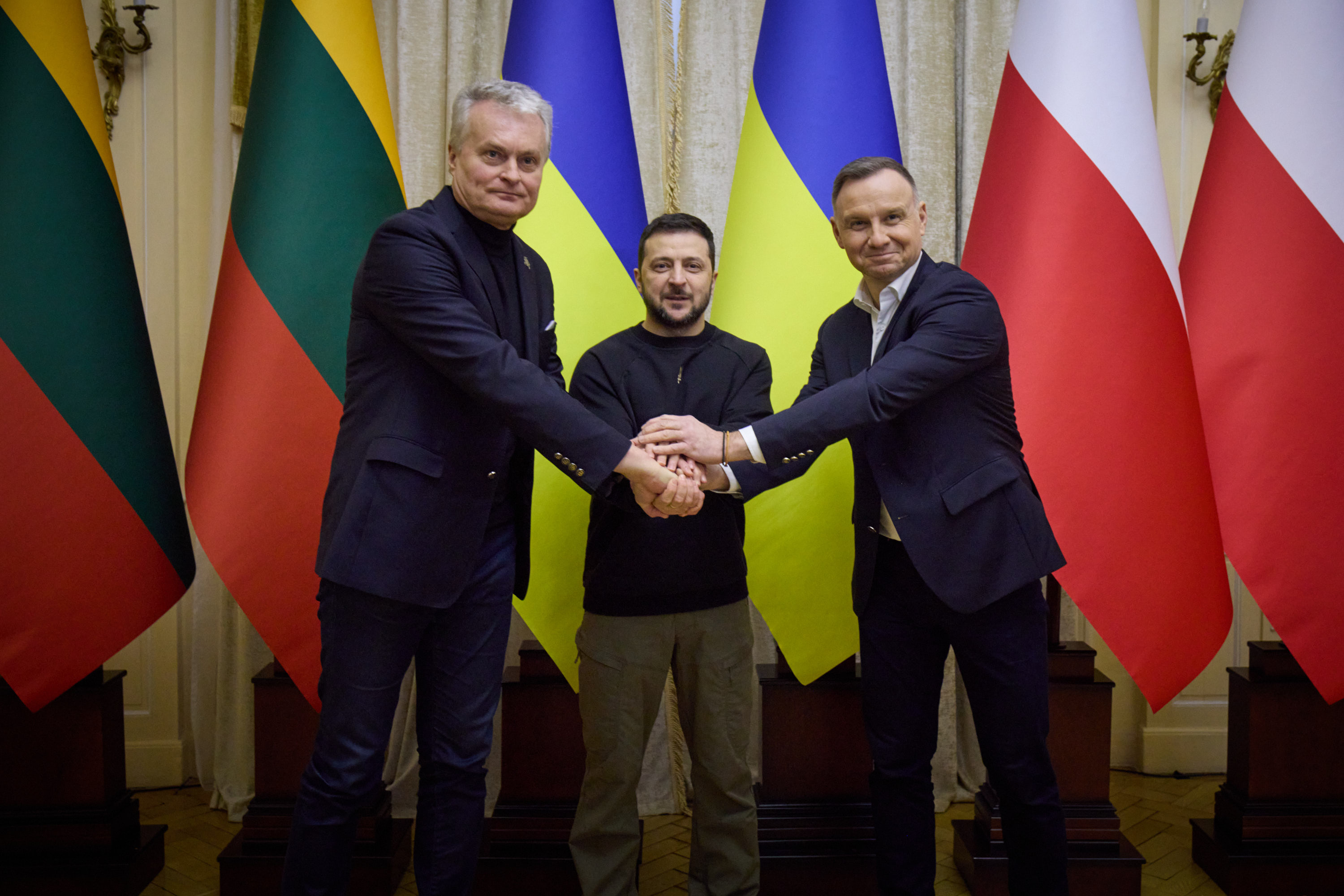
Анджей Дуда, Володимир Зеленський та Ґітанас Науседа проводять зустріч у форматі Люблінського трикутника. Львів, 11 січня 2023

Народився 16 травня 1972 року в Кракові. Він є сином Яна Дуди, інженера-електрика, професора технічних наук і місцевого урядовця, і Яніни Мілевської-Дуди, професора хімічних наук. Має двох молодших сестер — Анну та Домініку. Його дядько — політик Антоні Дуда.
У 1996 році закінчив факультет права і адміністрації Яґеллонського університету у Кракові.
У лютому 1997 року розпочав свою наукову та викладацьку роботу на кафедрі адміністративного судочинства Яґеллонського університету.
У жовтні 2001 року він був зарахований до штату відділу адміністративного права Ягеллонського університету.
У січні 2005 року здобув ступінь доктора права.
З 2006 по 2007 рік був заступником держсекретаря у Міністерстві юстиції. Колишній статс-секретар у канцелярії президента Польщі Леха Качинського (2008—2010), був кандидатом у мери Кракова (2010), був послом до Сейму з 2011 по 2014 рік.

## Президент Польщі

### Перший термін
Взяв участь у президентських виборах 2015 року. Його офіційним гаслом було «Добра зміна». Під час передвиборчої компанії Дуда обіцяв стати гарантом позитивних змін у польській політиці і казав, що стане президентом усіх поляків. Він заявляв, що нова влада не буде такою агресивною як попередня, а також обіцяв підтримувати родинні цінності, патріотизм й відчуття національної єдності. У другому турі набрав 51,55 % голосів, перемігши Броніслава Коморовського.
Під час передвиборчої кампанії заявляв, що Росія не має нічого спільного з демократією та «є першою європейською державою, яка здійснила військове втручання у справи іншої незалежної європейської держави». Він казав, що не задоволений форматом переговорів, в якому бере участь не весь Євросоюз, а лише Франція та Німеччина й не погоджується з думкою, що з Росією треба домовлятися за будь-яку ціну. Разом із лідерами Хорватії та Угорщини ініціював зближення держав Центрально-Східної Європи.
6 серпня 2015 року склав присягу президента Польщі і офіційно обійняв посаду глави держави.
15 серпня під час телефонної розмови запропонував президенту України Порошенку новий формат переговорів по Донбасу, який передбачав участь найсильніших держав Європи та сусідів України, в тому числі й Польщі. 14-15 грудня здійснив офіційний візит до Києва, де провів переговори з Президентом та прем'єр-міністром України.

### Реформування Конституційного суду
У грудні 2015 року парламентська більшість за підтримки націонал-консервативного уряду Беати Шидло ухвалила закон про призначення до Конституційного суду Польщі п'ятьох нових суддів. 9 грудня присягу нових суддів прийняв президент Дуда і заявив про створення робочої групи з реформування Конституційного суду та системи призначення суддів до нього. 12 грудня у Варшаві, Вроцлаві, Любліні та Познані відбулись багатотисячні мітинги проти президента та уряду, яких звинуватили в порушенні закону. Перед конституційним судом у Варшаві демонстранти підняли плакати з надписом «Президенте, ти порушуєш закон!». Польські судді та експерти почали звинувачувати владу у спробах підпорядкувати собі найвищий судовий орган.
Нова влада ухвалила закон про приховане спостереження, що надало поліції та спецслужбам більші можливості контролю над діями громадян у інтернет-мережі.

### Закон про ЗМІ
7 січня 2016 року Дуда підписав закон про ЗМІ, який посилює контроль над державними медіа. Голова канцелярії президента Польщі М. Садурська пояснила це тим, що «президент зацікавлений у тому, щоб державні ЗМІ характеризувалися надійністю, чесністю та об'єктивністю». Закон передбачає дострокове закінчення повноважень членів правління і наглядової ради Польського телебачення та Польського радіо. Нові члени правління та наглядової ради державних ЗМІ стверджуватимуться міністром держскарбниці. Державна рада з питань радіо та телебачення втрачала вплив на призначення членів наглядових рад у ЗМІ. Цей закон був жорстко розкритикований ОБСЄ, Європейським мовним союзом та Асоціацією європейських журналістів. 10 січня у німецькому бундестазі Європейський союз закликали запровадити санкції проти Польщі.
Польські журналісти, політики та активісти, які критикують владу за кордоном у Польщі почали трактуватися як донощики.
23 січня 2016 року у 36 містах Польщі відбулись протести проти ухваленого 15 січня закону про стеження. Найбільший мітинг відбувся у Варшаві. Протестувальники звинуватили владу у тому, що тепер за ними зможуть слідкувати без жодного судового контролю. Перший президент Польщі Лех Валенса звинуватив владу в руйнування демократичних засад у країні.
Декомунізація
20 травня Дуда підписав закон про декомунізацію у якому йдеться про перейменування назви 1300 вулиць пов'язаних з комунізмом. Закон передбачає завершити декомунізацію до 2017 року.
Визнання Ісуса Христа королем Польщі
19 листопада 2016 р. Ісуса Христа офіційно визнали королем Польщі. На церемонію зібралися понад 6 тис. осіб, в тому числі президент Дуда та його оточення. Були присутні безліч паломників із Польщі, США, Канади та Німеччини. Заява пролунала на урочистій месі до 1050-річчя хрещення Польщі. 20 листопада акт зачитали в усіх польських церквах.
Інтронізаційні рухи почались на території польської держави в середині 90-х років XX ст. після того, як розпочато процес беатифікації сестри Розалії Целакувни. У текстах Целакувни знайдено запис, в якому наголошувалося, що Ісус Христос звернувся до неї з закликом визнати його «королем і господарем повністю шляхом інтронізації» на території всієї Польщі і тоді Польща буде врятована. Але у 2006 р. католицька церква розкритикувала депутатів, які запропонували проголосити Ісуса королем країни. У 2011 році єпископи засудили ідею визнання Христа королем Польщі, а єзуїтська спілка виступала з контраргументами, що ще з 1656 р. «королевою Польщі» вважається Діва Марія.
Рівень підтримки
Станом на 31 серпня 2016 року згідно з соціологічними дослідженнями президента Польщі Анджея Дуду підтримувало 54 % поляків, разом з тим 34 % ставились до нього негативно. Це був рекордний рівень довіри до президента серед польських громадян. У травні 2020 року Дуду підтримували 39 % поляків, тоді як у квітні його підтримувало 59 %, другим був мер Варшави, кандидат від опозиційної «Громадянської платформи» — Рафал Тшасковський, якого підтримувало 18 % виборців.

### Другий термін
13 липня 2020 на Виборах Президента Дуда повторно став президентом країни, обійшовши Рафала Тшасковського з мінімальною перевагою менш як 2 %.
24 жовтня 2020 року в Анджея Дуди виявили коронавірус.
10 листопада президент Дуда ратифікував оборонну угоду зі США, яка закріплює більшу присутність США у країні та заявив, що вибори в США не повинні впливати на відносини між країнами.
24 лютого 2022 року після нападу Росії на Україну президент Дуда заявив, що Росія розпочала вторгнення в Україну, яке, швидше за все, є широкомасштабним. Він назвав дії Росії безпрецедентним порушенням міжнародного права та наголосив, що такими діями Росія виключає себе з міжнародного співтовариства. Він додав, що о 05:48 ранку він провів телефонну розмову зі своїм українським колегою Володимиром Зеленським. Пан Дуда пообіцяв не залишити Україну без підтримки.
26 лютого пан Дуда заявив, що підтримує прямий шлях на вступ України до ЄС. 26 березня Дуда під час переговорів з Зеленським закликав передати Україні літаки, танки та системи ППО. Президент Польщі розцінює дії Росії як геноцид українців та вважає, що Захід має поставити ультиматум Путіну.
11 травня Президент Анджей Дуда виступив зі спільною заявою з президентом Словаччини Зузана Чапутова у якій йшлося про те, що вони всіляко сприятимуть якнайшвидшій інтеграції України в ЄС та надання статусу кандидата на членство в Європейський Союз вже влітку 2022 року шляхом власних візитів до низки країн Західної Європи. Цьому передувало заповнення Україною другої частини анкети на статус кандидата в ЄС, про що оголосили 9 травня.
22 травня того ж року президент Дуда прибув з візитом до України. Під час зустрічі з Зеленським, український президент анонсував особливий статус для польських громадян в Україні.
З моменту початку офіційної збройної агресії Росії проти України Польща відправила Україні понад 240 танків, майже 100 одиниць бронетехніки у рамках допомоги для боротьби з російським вторгненням. Дуда піддав критиці той факт, що канцлер Німеччини Олаф Шольц і президент Франції Еммануель Макрон продовжують вести телефонні переговори з російським президентом Володимиром Путіним. Попри продовження війни Росії проти України.
15 липня Анджей Дуда підписав закон про судову реформу з правками, які ліквідовують Дисциплінарну палату. Цей орган викликав критику з боку ЄС через побоювання контролю над судовою системою з боку виконавчої влади.
16 листопада Анджей Дуда заявив, що падіння ракети на ферму в Пшеводові попереднього дня, через яке загинули дві людини, виглядає як «прикрий випадок», а не «умисна атака».

## Міжнародна політика

### Погляди Анджея Дуди стосовно Волинського питання
26 січня 2018 року польський Сейм проголосував за законопроєкт про Інститут національної пам'яті Польщі, в якому передбачено кримінальну відповідальність за заперечення злочинів українських націоналістів проти громадян Польщі та заборону «бандерівської» ідеології. Згодом цей документ без поправок підтримав Сенат Польщі. 6 лютого, попри критику з боку Ізраїлю, України та США, президент Дуда підписав закон. Під час свого виступу він заявив: «Після ситуації я ухвалив рішення, що підписую цей закон і що ці положення зі статті 55-ї закону (про кримінальне переслідування за звинувачення польського народу у злочинах нацистів) набудуть чинності».
25 лютого 2018 Адам Квятковський, держсекретар канцелярії Президента Польщі, під час заходів на вшанування жертв трагедії в селі Гута-Пеняцька зачитав лист Анджея Дуди, в якому, зокрема, стверджувалося, що «геноцид, скоєний українськими вояками і поліціянтами на службі гітлерівського Третього рейху і українськими націоналістами, призвів до знищення близько тисячі людей: польських мешканців Гути-Пеняцької, а також євреїв і втікачів із інших місцевостей Волині та Поділля, яких вони переховували». На думку краєзнавця, народного депутата Дмитра Чобота, ці звинувачення є «наскрізь фальшиві і абсолютно надумані… не відповідають справжнім обставинам справи і є не чим іншим, як грубим, безсоромним, бездоказовим і злісним наклепом на українців та недолугою спробою перекласти на них провину за каральну акцію, організовану і здійснену німецькою окупаційною адміністрацією та збройними силами Німеччини проти радянської партизанки і польського підпілля Гути Пеняцької».
Колишній голова УІНП Володимир В'ятрович уважає: найвірогіднішими є дані істориків про те, що в польсько-українському конфлікті вбито близько 16 000 українців і близько 30—40 000 поляків; Президент Польщі Анджей Дуда зманіпулював кількістю жертв Волинської трагедії (100 000 загиблих поляків і 5000 — українців).
Попри таку «скупу» оцінку В.В'ятровича, українська сторона ще в 2003 році оцінювала кількість вбитого цивільного польського населення в 70-100 тисяч. На думку професора Ярослава Грицака мова йде про мінімум 125 тисяч вбитих жінок, дітей та людей похилого віку.

### Регіональна політика
Напередодні інавгурації 6 серпня 2015 року Дуда висловився за створення альянсу держав у складі Польщі, України, Білорусі, Латвії, Литви, Естонії, Молдови, Угорщини, Румунії, Болгарії, Словаччини, Чехії та шести країн колишньої Югославії, що, фактично, було продовженням розпочатої регіональної політики загиблого президента Качинського. Це був перший раз в сучасній історії, коли ініціатором створення Балто-Чорноморського проєкту публічно виступив президент найбільш потужної економічно та політично країни Східної Європи.
Ідея створення Балто-Чорноморського союзу міг би стати альтернативою до зовнішньополітичних стратегій і популярна серед виборців партії «Право і справедливість» через антиросійські й антинімецькі настрої. Окрім того, він міг би балансувати керівництво ЄС, де провідну роль, після Brexit-у, отримали Німеччина та Франція. Політика цих держав до Балто-Чорноморського регіону полягає в підтримуванні «несуб'єктності» до нього і можливості досягнення компромісу з Росією за рахунок інтересів країн цього регіону. Так, на думку керівництва партії «ПіС» і її прибічників, підсумки Нормандського саміту у червні 2014 року, а також перші та другі «Мінські угоди», показали основні риси такої стратегії «геополітичного компромісу» між Берліном, Парижем та Москвою коштом України. Іншими словами, політика представників «ПіС» загалом і Дуди зокрема полягає в створенні в рамках ЄС східноєвропейського центру політичного впливу, який би міг реалізувати спільні політичні й економічні інтереси. На думку деяких політологів, така ідея була б позитивно сприйнята у Вашингтоні, як противага тандему Німеччина-Франція на тлі серйозних військово-політичних та економічних протиріч між США і Євросоюзом, а також зростаючого «євроскептицизму» і «європейського антиамериканізму».

### Крим
3 лютого 2024 року в інтерв'ю висловив сумніви в змозі України повернути Крим під свій контроль. Крім того, заявив що більшу частину своєї історії півострів належав Росії.

## Скандали
У серпні 2019 року під патронатом президента Анджея Дуди відбулося святкування 75-річчя створення Свєнтокшиської бригади, яка відкрито співпрацювала з Нацистською Німеччиною. Цей вчинок спричинив протест поетів, висловлений у відкритому листі до президента — «Президент не може підтримувати культ Свєнтокшицької бригади, заплямованої співпрацею з Гітлером», який підписали Єва Ліпська, Адам Загаєвський, Єжи Кронгольд та Ришард Криницький.
Головний рабин Польщі Міхаель Шудріх повернув надіслане йому запрошення на святкування 75-річчя бригади, заявивши, що «організація цих урочистостей ображає пам'ять усіх польських громадян, які загинули в боротьбі проти німців. Запрошення взяти в них участь я розцінюю як особисту образу».

## Нагороди
- Орден Свободи (Україна, 28 червня 2025) — за визначні особисті заслуги у зміцненні українсько-польського міжнародного співробітництва, підтримку державного суверенітету та територіальної цілісності України[52]
- Орден князя Ярослава Мудрого I ст. (Україна, 23 серпня 2021) — за визначний особистий внесок у зміцнення українсько-польського міждержавного співробітництва, підтримку незалежності та територіальної цілісності України[53]

## Родина та особисте життя
Батько Анджея Дуди — Ян Тадеуш Дуда — професор технічних наук. Мати — Яніна Мілевська-Дуда — професор хімії.
Одружений з Аґатою Корнгаузер-Дудою, дочкою літератора Юліана Корнгаузера, вчителькою німецької мови. Донька — Кінга (1995 р.н.).

## Випадки з життя
22 січня 2016 року Анджей Дуда під час відкриття XII симпозіуму Польського трансплантаційного товариства підписав карту донора, дозволивши після смерті використовувати його органи.